# Suin (rivière)
Ne doit pas être confondu avec Suin.
Le Suin est un cours d'eau français, qui coule dans les départements de l'Indre et d'Indre-et-Loire, en région Centre-Val de Loire.
C'est un affluent de la Creuse, donc un sous-affluent de la Loire, par la Vienne.

## Géographie

### Cours
Le cours d'eau a une longueur de 36,38 km.
Il prend sa source dans le département de l'Indre, à 120 m d'altitude, près du lieu-dit « Tournavaux », sur le territoire de la commune de Migné, puis s'écoule vers l'ouest.
Son confluent avec la Creuse, se situe à 65 m d'altitude, sur le territoire des communes de Tournon-Saint-Pierre (Indre-et-Loire) et de Tournon-Saint-Martin (Indre),.

### Départements et communes traversés
La rivière traverse sept communes situées dans les départements de l'Indre et d'Indre-et-Loire,.

#### Indre (36)
- Douadic
- Migné
- Pouligny-Saint-Pierre
- Rosnay
- Tournon-Saint-Martin

#### Indre-et-Loire (37)
- Tournon-Saint-Pierre

### Bassin versant
Les bassins hydrographiques sont découpés dans le référentiel national BD Carthage en éléments de plus en plus fins, emboîtés selon quatre niveaux : régions hydrographiques, secteurs, sous-secteurs et zones hydrographiques.
Le Suin traverse les quatre zones hydrographiques suivantes :
- la Creuse du Suin à la Gartempe ;
- le Suin de sa source à l'étang de la Mer Rouge ;
- la Creuse du rau de Saint Victor au Suin ;
- le Suin de l'étang de la Mer Rouge à la Creuse.

Le bassin versant du Suin s'insère dans les zones hydrographiques « Le Suin de sa source à l'étang de la Mer Rouge et le Suin de l'étang de la Mer Rouge à la Creuse », au sein du bassin DCE plus large « La Loire, les cours d'eau côtiers vendéens et bretons ».

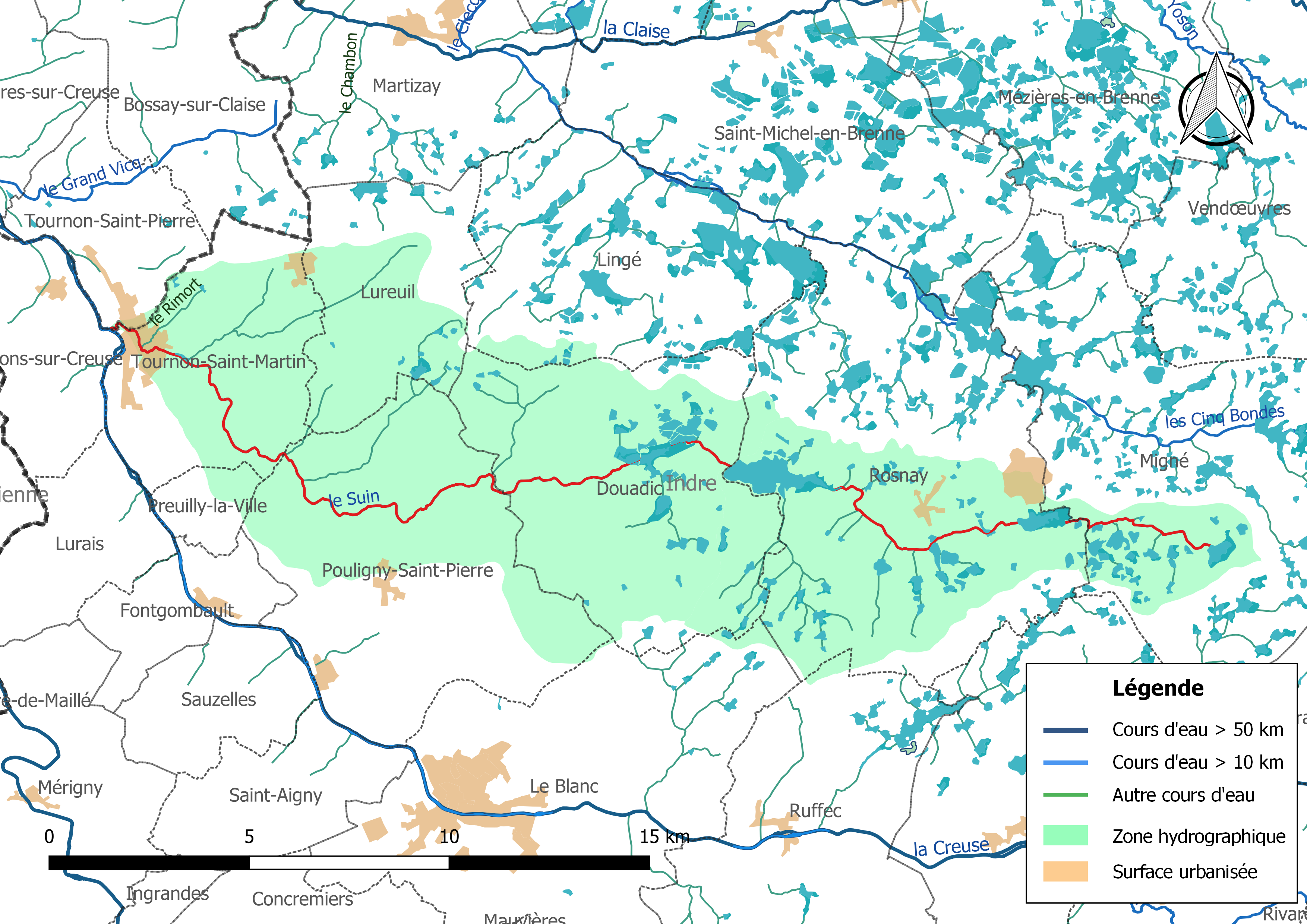
Le Suin (en rouge) et la zone hydrographique dans laquelle il s'insère.
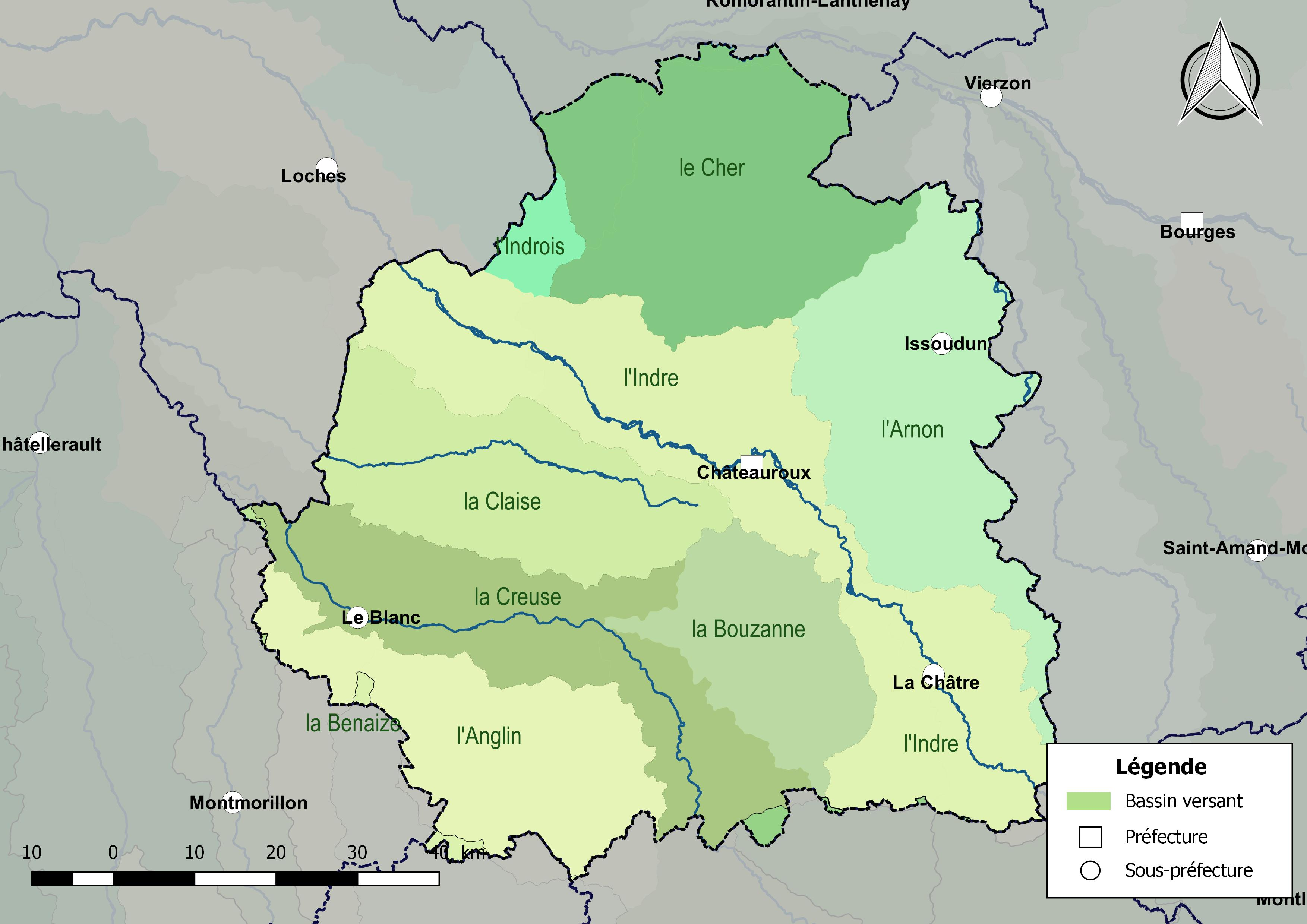
Les principaux bassins versants du département de l'Indre.
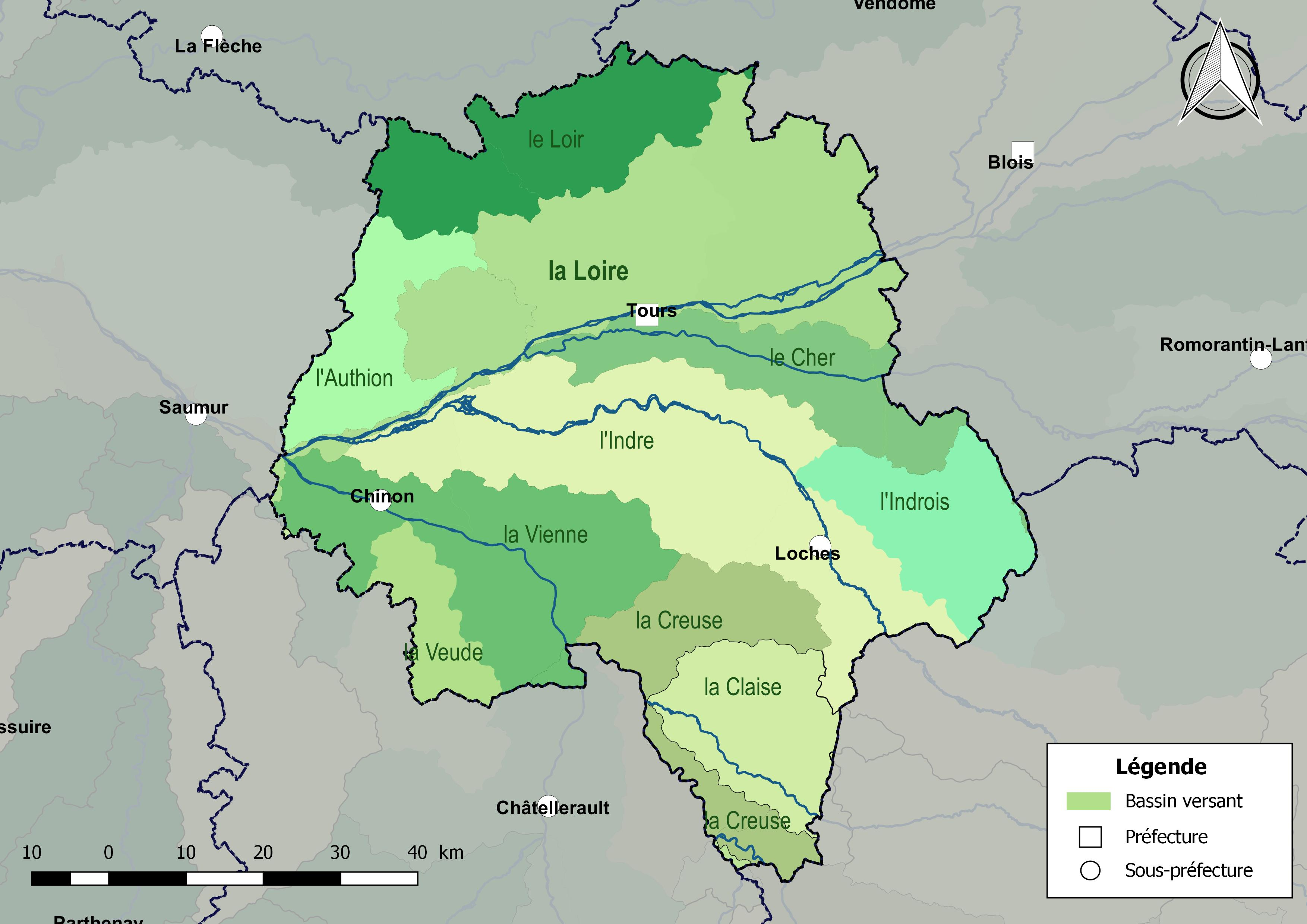
Les principaux bassins versants du département d'Indre-et-Loire.

#### Échelle du bassin
En France, la gestion de l’eau, soumise à une législation nationale et à des directives européennes, se décline par bassin hydrographique, au nombre de sept en France métropolitaine, échelle cohérente écologiquement et adaptée à une gestion des ressources en eau. Le Suin est sur le territoire du bassin Loire-Bretagne et l'organisme de gestion à l'échelle du bassin est l'agence de l'eau Loire-Bretagne.

### Organisme gestionnaire
Le syndicat mixte d’aménagement de la Brenne, de la Creuse, de l’Anglin et de la Claise (SMABCAC) est l'organisme gestionnaire du cours d'eau.

## Affluents
Le Suin possède vingt-et-un affluents.
| Noms     | km | Noms     | km |
| -------- | -- | -------- | -- |
| L4744800 | 3  | L4744500 | 1  |
| L4744400 | 3  | L4744450 | 1  |
| L4744350 | 2  | L4744050 | 1  |
| L4744200 | 1  | L4744150 | 0  |
| L4744250 | 1  |          |    |

| Noms          | km | Noms     | km |
| ------------- | -- | -------- | -- |
| Le Mortalanes | 7  | L4745600 | 1  |
| L4754750      | 7  | L4754500 | 1  |
| L4754600      | 3  | L4754100 | 1  |
| L4754200      | 3  | L4744700 | 1  |
| L4754900      | 2  | L4744600 | 0  |
| Le Rimort     | 2  | L4744100 | 0  |

### Rang de Strahler
Son rang de Strahler est de quatre.

## Hydrologie

### État des masses d'eau et objectifs
Pour les cours d’eau, la délimitation des masses d’eau est basée principalement sur la taille du cours d’eau et la notion d’hydro-écorégion. Ces masses d’eau servent ainsi d’unité d’évaluation de l’état des eaux dans le cadre de la directive européenne.
Le Suin fait partie des masses d'eaux codifiée FRGR0408b et dénommée « Le suin et ses affluents depuis le complexe de la Mer Rouge jusqu'à la confluence avec la Creuse ».
Le schéma directeur d'aménagement et de gestion des eaux (Sdage) Loire-Bretagne est un document de planification dans le domaine de l’eau. Il définit, pour une période de six ans les grandes orientations pour une gestion équilibrée de la ressource en eau ainsi que les objectifs de qualité et de quantité des eaux à atteindre dans le bassin Loire-Bretagne. L'état des lieux 2013 défini dans la SDAGE 2016 – 2021 et les objectifs à atteindre pour cette masse d'eau sont les suivants,, :
| Code masse d'eau    | FRGR0408b                                                                                        |
| Libellé masse d'eau | Le suin et ses affluents depuis le complexe de la Mer Rouge jusqu'à la confluence avec la Creuse |

| Écologique | Biologique | Physico-chimie générale | Polluants spécifiques |
| ---------- | ---------- | ----------------------- | --------------------- |
| Médiocre   | Médiocre   | Médiocre                | Bon état              |

| Écologique | Chimique | Global   |
| ---------- | -------- | -------- |
| Bon état   | Bon état | Bon état |

## Aménagements et écologie

### Activités économiques
Sur le parcours du Suin se trouve le plus grand étang de la Brenne qui se nomme « Étang de la Mer Rouge ».

L'étang de la Mer Rouge en 2016
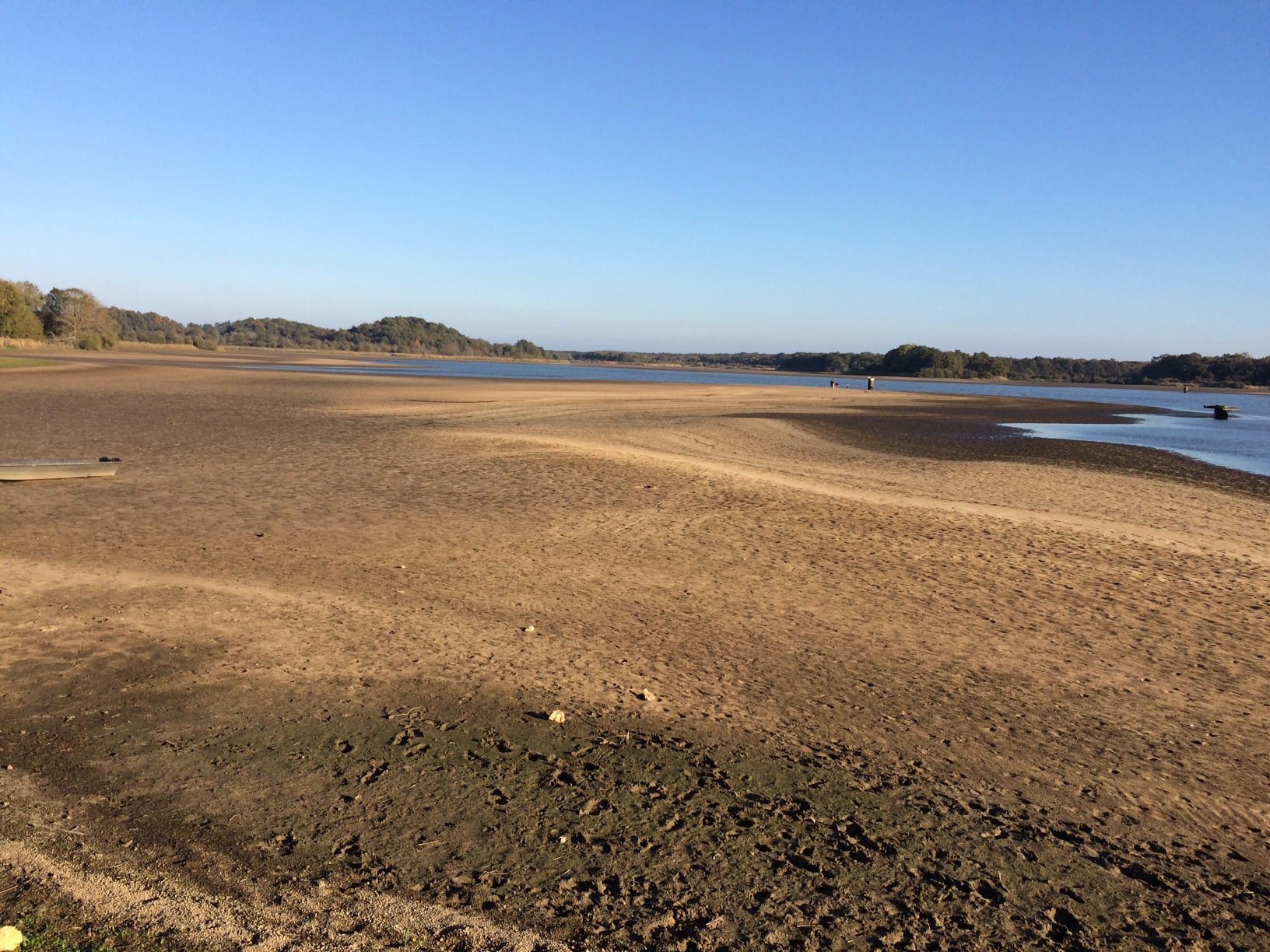
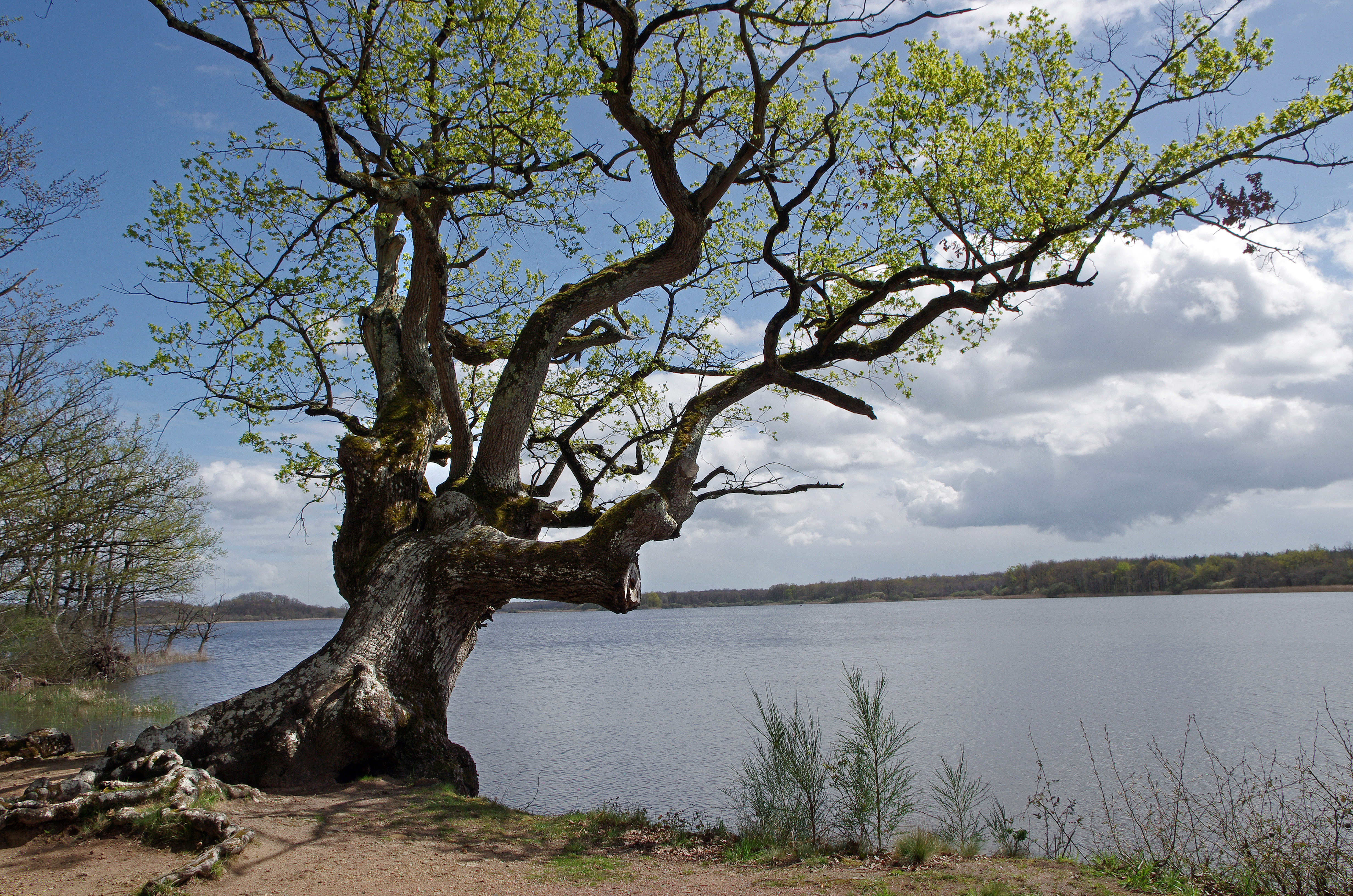
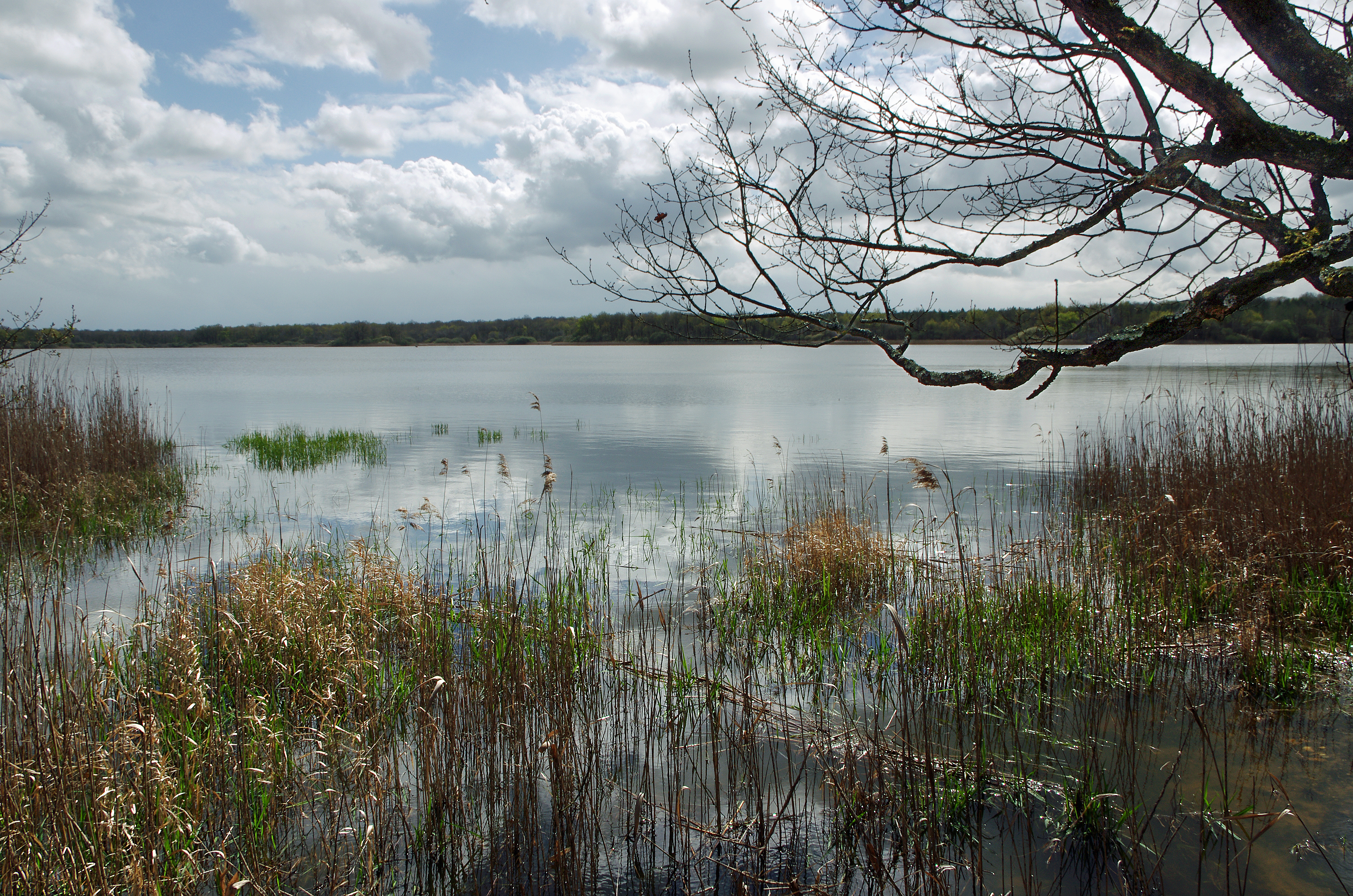

### Milieu naturel
Le cours d'eau est de deuxième catégorie.